# 亞美尼亞宗教
根據2022年人口普查，亞美尼亞的宗教組成
亞美尼亞人大部分是基督徒（94.8％），多數屬於亞美尼亞使徒教會，亞美尼亞使徒教會是最古老的基督教會之一。它創立於公元1世紀，公元301年成為亞美尼亞的國教。現今，亞美尼亞全國第二大基督宗派為新教（包含非三位一體派），共有38989人（佔1.3％）。由於亞美尼亞的民族同質性高，亞茲迪和伊斯蘭教等非基督信仰的宗教幾乎沒有信徒，特別是在納哥諾卡拉巴克戰爭後。

## 宗教人口

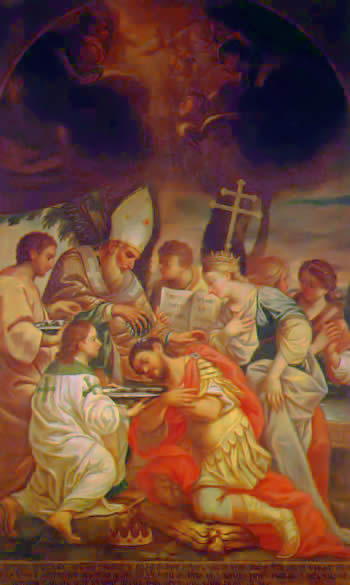
梯里達底三世的受洗

亞美尼亞人與亞美尼亞使徒教會有非常強烈的文化聯繫。約有93％的亞美尼亞基督徒公民屬於亞美尼亞使徒教會，亞美尼亞使徒教會為東方基督教宗派，和其他東正教會有共融。埃奇米阿津主教座堂為亞美尼亞使徒教會的總堂和亞美尼亞宗主教駐地。
根據2011年人口普查，亞美尼亞宗教信仰人數構成如下：基督徒有2862366人（佔94.8％），其中亞美尼亞使徒教會信徒有2797187人（佔92.7％）；福音派、亞美尼亞禮天主教會和拉丁禮天主教會信徒29280人；8695人為耶和華見證人 ；東正教（俄羅斯，烏克蘭，喬治亞，希臘）信徒7587人； Molokan有2874人；東方亞述教會（景教）信徒1733 人；基督新教信徒733人；耶穌基督後期聖徒教會683 人。其他宗教有亞茲迪（0.8％）、 Pagan （0.2%）、 穆斯林812人、5299（0.2％）人為其他宗教、121587（4.0％）人未表態。
亞茲迪主要集中在亞美尼亞首都葉里溫西北部阿拉加茨山周圍地區。他們住在阿拉加措特恩州19個村莊，亞馬維爾州兩個村莊和亞拉拉特州一個村莊。亞美尼亞禮的天主教信徒主要居住在北部地區。大多數猶太人，摩門教徒，巴哈伊教徒，東正教基督徒和西方天主教（拉丁禮）基督徒主要居住在首都葉里溫，也有一個穆斯林社群，包括少數民族庫德人、伊朗人，以及來自其中東地區的民族。外國傳教團體在亞美尼亞很活躍。

## 宗教自由
2005年修訂的“憲法”規定了亞美尼亞宗教信仰自由，能自由選擇或改變宗教信仰的權利。亞美尼亞憲法承認“亞美尼亞教會在精神生活，民族文化發展和保護亞美尼亞人民的國家認同方面作為國家教會的獨特使命”。法律對亞美尼亞教會以外的宗教團體的宗教自由施加了一些限制。“良心自由法”確立了教會與國家的分離，但賦予了亞美尼亞使徒教會作為國家教會的官方地位。

## 傳統亞美尼亞宗教

### 亞美尼亞使徒教會
基督教在公元1世紀由使徒巴多羅買和聖猶達首次引進亞美尼亞地區。公元301年，亞美尼亞王國國王梯里達底三世因為被他關押十三年的教士啟蒙者格列高利而改宗基督信仰，結束了多年來對基督徒的迫害，並將之定為國教，使得亞美尼亞成為世界上第一個基督教國家。在基督信仰傳入之前，亞美尼亞國內信仰主要為受瑣羅亞斯德教影響下的亞美尼亞異教。

## 其他宗教

### 其他基督宗教

#### 東正教
根據2011年人口普查，亞美尼亞東正教會有8587名信徒，主要是俄羅斯人，烏克蘭人，格魯吉亞人和希臘人。俄羅斯東正教社群集中在葉里溫的聖母代禱教堂，在1912年獻堂。

#### 天主教
亞美尼亞的天主教會有拉丁禮和亞美尼亞禮，2011年有13996天主教信徒。

#### 新教
自蘇聯解體以來，來自美國新教傳教士一直在亞美尼亞國內進行傳教。2011年亞美尼亞有29280個福音派新教徒（1％的人口）和773個其他宗派新教信徒。

#### 復原主義
2011年人口普查耶和華見證人有8695人，耶穌基督後期聖徒教會有3000人。

### 伊斯蘭教

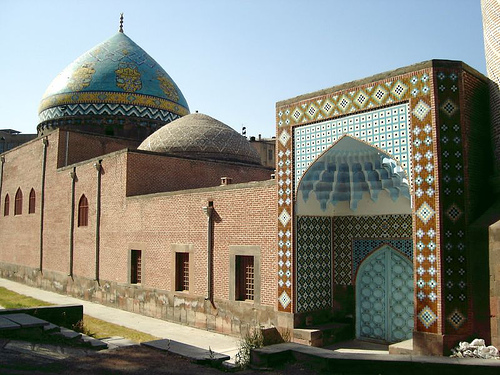
葉里溫藍色清真寺

在亞美尼亞的阿塞拜疆人和庫德人傳統上是穆斯林，但是由於納哥諾卡拉巴克戰爭，大多數阿塞拜疆人都逃離了亞美尼亞。現今亞美尼亞大約有1000名穆斯林居住在葉里溫，一座18世紀的清真寺在周五的主麻日仍有開放。皮尤研究中心在2009年估計，亞美尼亞只有不到0.1％的人口或只有約1000人是穆斯林。在阿拉伯征服亞美尼亞期間，很少有亞美尼亞人改宗皈依伊斯蘭教，因為基督徒不需要依據穆斯林法律來改變，而且沒有對基督徒徵收重稅也阻礙了這一點。然而，也有少數亞美尼亞穆斯林民族，被稱為“哈姆辛人”。這個民族血統上也是亞美尼亞人，最初為基督徒，在奧斯曼土耳其帝國統治期間改信伊斯蘭教，他們絕大多數居住在亞美尼亞以外的國家，主要在土耳其和俄羅斯。在1988到1991年間，由阿塞拜疆人和庫德人組成的穆斯林社群因納哥諾卡拉巴克戰爭而逃離亞美尼亞，亞美尼亞還有一個信奉亞茲迪的庫德人社群，他們沒有受到這場衝突的影響。

### 猶太教
歷史上，亞美尼亞有著猶太人的存在。在蘇聯統治時期，亞美尼亞被認為是蘇聯最寬容的加盟共和國之一。目前亞美尼亞全國估計有750名猶太人，蘇聯解體後，大多數猶太人都離開亞美尼亞而回歸以色列。

### 亞茲迪
約1％亞美尼亞人口是亞茲迪，主要生活在亞美尼亞西部。在十九世紀和二十世紀初，許多亞茲迪人來到亞美尼亞和格魯吉亞，以逃避宗教迫害。

## 参見
- 各國宗教
- 亞美尼亞使徒教會
- 亞美尼亞伊斯蘭教
- 亞美尼亞天主教（英语：Catholic Church in Armenia）
- 亞美尼亞基督教新教（英语：Protestantism in Armenia）
- 亞美尼亞亞茲迪（英语：Yazidis in Armenia）
- 亞美尼亞猶太人歷史（英语：History of the Jews in Armenia）